# Viernheimer Tageblatt
Das Viernheimer Tageblatt (VT) ist eine Tageszeitung aus Viernheim. Herausgegeben wird sie von der Viernheimer Tageblatt Viernheimer Verlagsservice GmbH, Mannheim.
Seit März 2005 meldet die Zeitung keine Auflagenzahlen mehr an die IVW.

## Geschichte
Begründet wurde die Zeitung unter dem Titel „Viernheimer Tageblatt“ 1949 von den Brüdern Willy, Richard und Hans Martin im Verlag Johannes Martin Söhne OHG. Chefredakteur war von 1949 bis 1997 Willy J. Martin. Vor dem Erscheinen des VT erschienen jedoch schon in den ersten Nachkriegsjahren die „Viernheimer Mitteilungen“ in diesem Verlag im Auftrag der Gemeinde bzw. später Stadt Viernheim. Das „Viernheimer Tageblatt“ setzt publizistisch die Tradition der Zeitung „Viernheimer Anzeiger“ (Gründung 1911) fort, der von Johannes Martin XVII. (1883–1944) gegründet und als Verleger geführt wurde. Der Verleger des „Viernheimer Anzeiger“ übernahm die 1883 gegründete erste Viernheimer Zeitung von deren Verleger und führte sie als „Viernheimer Anzeiger“ fort. Dieser musste 1936 wegen regimekritischer Haltung des Verlegers sein Erscheinen amtlicherseits einstellen. Erst nach Kriegsende konnte eine selbständige Viernheimer Heimatzeitung von den Söhnen des Altverlegers in einem neuen Verlag wiederbegründet werden. In den 1980er Jahren übernahm der Verlag Johannes Martin Söhne OHG zudem auch die bis dahin selbständig erscheinende „Viernheimer Neue Volkszeitung“ aus dem Verlag Friedrich Martin.
Der Verlag befand sich lange in Familienbesitz. Eine weitreichende Änderung in der Gesellschafterstruktur des publizierenden Verlags erfolgte im Mai 1997, als durch das Ausscheiden von Willy und Richard Martin der bisherige Mitgesellschafter Hans Nikolaus Martin zum Alleingesellschafter wurde. Er übergab den Verlag einige Jahre später seinem Sohn Wolfgang Martin. Wolfgang Martin ist zugleich Gründer des Viernheimer Volksblatts. Ihm gehört zugleich die Speyerer Morgenpost, die Speyerer Wochenpost, ebenso besitzt er eine eigene Druckerei. Seit Dezember 2014 ist kein Mitglied der Familie Martin mehr als Eigentümer oder Geschäftsführer an der Viernheimer Tageblatt Viernheimer Verlagsservice GmbH, Mannheim, beteiligt.
Im Dezember 2014 ließ das Regierungspräsidium Darmstadt die Geschäftsstelle der Tageszeitung in der Rathausstraße 43 versiegeln, da dem Geschäftsführer Wolfgang Martin seit Oktober 2013 die Ausübung des Gewerbes aufgrund von Steuerschulden und nicht gezahlter Sozialabgaben untersagt ist. Bei einer Kontrolle stellte die Behörde fest, dass die Zeitung nach wie vor erschien. Aktuell (März 2025) erscheint die Zeitung weiterhin. 
Die Zeitung hat einen eigenen kommunalpolitischen Teil, der von verschiedenen Redakteuren bearbeitet wird. Der bundespolitische Teil besteht aus zugekauften Nachrichten von Presseagenturen. Außerdem gibt es eine große Offenheit gegenüber Lesermeinungen und auch die vielfältigen Viernheimer Vereine und Kirchen kommen zu Wort. 